# Jelena Andrejeva
Jelena Leonidovna Andrejeva (rusko Елена Леонидовна Андреева), ruska atletinja, * 9. maj 1969, Revda, Sovjetska zveza.
Ni nastopila na poletnih olimpijskih igrah. Na svetovnih prvenstvih je osvojila srebrno medaljo v štafeti 4x400 m leta 1995, kot tudi na evropskih prvenstvih leta 1994.